# 道の駅和田浦WA・O!
道の駅和田浦WA・O!（みちのえき わだうらワオ）は、千葉県南房総市にある国道128号の道の駅である。
2012年に旧和田町庁舎跡に設置された。なお、旧和田町役場の建物は南房総市和田地域センターとして現存しており、和田浦WA・O!の南に隣接している。

## 施設
- 駐車場
  - 普通車：75台
  - 大型車：4台
  - 身障者用：2台
- トイレ
  - 男：6器
  - 女：4器
  - 身障者用：1器
- 農産物直売所 みなみや
- お食事処 和田浜
- 情報観光案内コーナー
- ギャラリースペース
- いきがいスペース

## アクセス
- 国道128号 - 登録路線
- 東日本旅客鉄道（JR東日本）内房線 和田浦駅 - 徒歩8分（互いにほぼ隣接しているが、駅の出入口が線路をはさんで反対側にあり、連絡通路がないため迂回する必要がある）。